# Gellért Hugó (műfordító)
Gellért Hugó Endre, születési és 1899-ig használt nevén Goldmann Hugó (Budapest, 1890. március 11. – Budapest, 1937. március 30.) magyar műfordító, hadifogoly, Gellért Oszkár öccse, Gellért György (1922–1994) műfordító apja.

## Életpályája
Budapesten született Gellért (Goldmann) József biztosítási hivatalnok és Steiner Zsófia (1865–1936) gyermekeként. Középiskolai tanulmányait 1899 és 1907 között a Budapesti VII. kerületi Magyar Királyi Állami Főgimnáziumban végezte. A Budapesti Tudományegyetemen mennyiségtan–fizika tanári diplomát szerzett. 1914-ig egykori iskolájában tanított, ide tért vissza 1922-ben a hadifogságból. Fogolyként anyanyelvi szinten megtanult oroszul. A fogságban szerzett betegségei miatt viszonylag fiatalon halt meg. 1921-ben még hadifogolyként Tomszkban házasságot kötött Gutkin Lázár és Markowna Sára lányával, Katalinnal (eredetileg: Екатерина Гуткина, 1897–1973), melyet 1922-ben Budapesten honosítottak.

## Munkássága
Dolgozott a Nyugat szerkesztőségében, a pénzügyekért felelt. Testvére, Gellért Oszkár révén került kapcsolatba a folyóirattal. Első fordításai ugyanitt jelentek meg. Pénzügyi munkája mellett kevés időt tudott a fordításnak szentelni, de így is tekintélyes és meghatározó az életműve.

## Fordításai
- Gorkij: Az Artamonovok (Genius kiadás, 1926)
- Ilf és Petrov: 12 szék (Nyugat-kiadás, 1934)
- Lidia Nyikolajevna Szejfullina(wd) (Сейфуллина, Лидия Николаевна): Egy kuruzsló élete
- Tolsztoj: Egy élet önvallomásokban
- Szergej Nyikolajevics Szergejev-Censzkíj(wd) (Сергеев-Ценский, Сергей Николаевич): Színváltozás
- Orosz Dekameron 1936. Szerkesztette Illyés Gyula
- Schalom Asch(wd): Motke, a tolvaj
- Fannie Hurst(wd): Mellékutca

## Elismerései
- Jókai-lepel: Tóth Árpád, Krúdy Gyula, Kosztolányi Dezső és mások között az Ő neve is – hímezve – megtalálható.

## Méltatás

### Illyés Gyula
„Szívességből orosz nyelvleckéket adott nekem s ezek alatt gyakran beszélt hadifogságáról. Mérhetetlenül sokat szenvedett, de ez nem homályosította el ítéletét: szenvedésének okozóiról is szeretettel beszélt. Életének legsúlyosabb megpróbáltatásai az oroszok körében érték; viszonzásul ő úgy behatolt a nép szellemébe és nyelvébe, ahogy az oroszok közül is kevesen... A magyarság hősi halottja: a hadifogságban szerzett betegség vitte sírba. Koporsóját mégsem katonák, hanem írók, humanisták állták körül.”

### Kassák Lajos -Gorkij:„Az Artamónovok”
„Nem könnyű feladat volt a regény lefordítása. Mikor Gellért Hugó erre a komoly feladatra vállalkozott, akkor tiszta művészeti feladatra vállalkozott. Kellett, hogy hivatást érezzen magában erre a munkára és elismerjük, hogy hivatást teljesített be elvégzésével”.

### Bonkáló Sándor
„Gellért Hugó fordítása a szöveg teljes átértését és Gorkij nyelvét híven tolmácsolja. Nemcsak az értelmet, de a hangulatot és a színeket is híven adja vissza, mint azt a csasztuskák (rögtönzött versikék) és a lakodalmi énekek hű fordítása is bizonyítja”.

### Bratka László
„»Pokolra kell annak menni…« - mondhatnánk Galgóczy Árpád életútjának ismeretében. Sok társa volt ebben a pokoljárásban, ha talán ők - amennyiben egyáltalán vannak fokozatok - nem is kerültek ilyen mély bugyrokba. Az első világháborús orosz, szovjet hadifogságból hazatérő Gellért Hugó, a kor talán egyetlen oroszul tudó fordítójaként »örök darabokat« hozott létre; de Galgóczyhoz hasonlóan hurcolták a Szovjetunióba Karig Sárát, a későbbi kiváló műfordítót.”